# Lykling
Lykling (anteriormente: Løkling) Es una localidad del municipio de Bømlo en la provincia de Hordaland, Noruega. Se ubica en la zona suroeste de la isla de Bømlo. Está a 12 km al norte de Langevåg y se asienta en el límite norte del Lyklingfjorden, una pequeña bahía del mar del Norte al oeste.
Lykling se convirtió en una atracción turística gracias a su pasado minero de oro en Lyklingeberga, la zona montañosa que rodea al pueblo. El oro se descubrió en 1862 gracias al aviso de un pastor ovejero, iniciando una época de crecimiento promovida por inversores ingleses.
Además de las construcciones mineras, hay hoteles, pastelerías, tiendas y la iglesia de Lykling Church. En el mejor momento llegaron a trabajar 500 personas. La actividad se desarrolló entre 1882 y 1910, obteniendo más de 250 kg de oro.